# Jazbec (priimek)
Jazbec je 122. najbolj pogost priimek v Sloveniji, ki ga je po podatkih Statističnega urada Republike Slovenije na dan 31. decembra 2007 uporabljalo 1.191 oseb, na dan 1. januarja 2011 pa 1.188 oseb ter je med vsemi priimki po pogostosti uporabe zavzel 2123. mesto.

## Znani nosilci priimka
- Anamarija Jazbec, hrvaška statističarka, prof. Univerze v Zagrebu
- Anka Jazbec (*1963), zborovodkinja, pedagoginja
- Boštjan Jazbec (*1970), bančnik, guverner Banke Slovenije
- Ciril Jazbec, fotograf in ekolog
- Danilo Jazbec, polkovnik SV
- Darko Jazbec (*1964), zdravnik in politik
- Ezio Jazbec (1920–1975), novinar, urednik, publicist
- Franc Jazbec (*1954), politik, poslovnež
- Franci Jazbec, aktivist in strokovnjak za migracije
- Gašper Jazbec, pevec (skupine Stil)
- Gregor Jazbec (*1972), vojaški psiholog, publicist, satirik
- Henrik Angel Jazbec (1855–1931), ladjar
- Ivan Jazbec (1929–2015), veterinarski strokovnjak, univ. profesor
- Janez Jazbec, zdravnik pediater in onkolog, prof. MF
- Janez Jazbec (*1984), alpski smučar
- Jožef Jazbec (1913–1989), gostilničar in ljudski pesnik
- Katja Jazbec (*1988), alpska smučarka
- Klara Jazbec (*1998), pevka zabavne glasbe
- Lea Jazbec (*1979), intermedijska umetnica
- Majda Jazbec (*1951?), pevka zabavne glasbe, fotomodel in oblikovalka usnjene galanterije
- Marija Jazbec (*1944), gospodarstvenica
- Marijana Jazbec, grafologinja
- Marko Jazbec, gospodarstvenik/ekonomist (preds. SDH)
- Maša Jazbec (*1981), novomedijska umetnica
- Milan Jazbec (*1956), diplomat, univ. prof., publicist, pisatelj
- Milena Jazbec (*1936), agronomka
- Milena Jazbec Lamut, pravnica, sodnica
- Patrick Jazbec (*1989), alpski smučar
- Rudi Jazbec, glasbenik (kitarist in pevec)
- Sandra Jazbec (*1982), etnologinja
- Saša Jazbec (*1971), ekonomistka, državna sekretarka
- Saša Jazbec, profesorica za didaktiko nemščine UM
- Saša Šega Jazbec, zdravnica nevrologinja, nekdanja vodja Centra za multiplo sklerozo, prof. MF
- Tina Jazbec, arhitektka